# Washington Commanders
Els Washington Commanders és una franquícia de futbol americà professional de la National Football League de la ciutat de Washington DC. Són membres de la Divisió Est de la Conferència Nacional (NFC) dins de l'NFL. Abans del 2020, l'equip era conegut als Washington Redskins (Pells roges de Washington en català).
Juguen en l'estadi FedEx Field, localitzat a Landover (Maryland), anteriorment jugaven al RFK Stadium. Les seves oficines centrals i camps d'entrenament estan ubicades en el Redskin Park a Ashburn (Virgínia), a prop de l'Aeroport Internacional Washington-Dulles. Els seus colors són el vermell vi, el groc or i el blanc.
Segons la revista Forbes els Redskins són la setena franquícia més valuosa de l'NFL amb un valor de $3.400 milions de dòlars.

## Història
Els Commanders van començar a jugar a la lliga el 1932 a Boston amb el nom de Boston Braves, el 1933 van canviar el nom per Boston Redskins i es van traslladar el 1937 a Washington D.C. per la manca de suport social a Boston. El 1937 ja a Washington van guanyar un campionat de l'NFL, i van tornar a ser campions el 1942. Però a partir del 1945 l'equip va començar una crisi de joc i resultats, i va ser l'últim equip en acollir un jugador de color per la resistència del seu propietari, però finalment el 1962 va cedir per les pressions del govern federal. A partir del 1980 va començar la renaixença de l'equip arribant a quatre finals de la Super Bowl guanyant tres d'elles.
La primera victòria en una Super Bowl (el seu primer campionat de l'NFL en 40 anys), va ser en la Super Bowl XVII, el 30 de gener de 1983, a Pasadena, Califòrnia, derrotant els Miami Dolphins per 27-17. En aquests anys va sorgir una gran rivalitat amb els Dallas Cowboys, i encara avui és un dels grans partits de la lliga. Van guanyar una segona Super Bowl (Super Bowl XXII) el 31 de gener de 1988, a San Diego, Califòrnia. Van guanyar als Denver Broncos per 42-10 tot i començar perdent en el primer quart per 10-0, és la victòria més gran amb aquesta desavantatge de la història de la Super Bowl. Els Redskins van guanyar la seva última Super Bowl el 26 de gener de 1992, en la Super Bowl XXVI celebrada a Minneapolis, Minnesota. En aquesta temporada van ser l'equip dominant de la lliga.
El 13 de juliol de 2020, l'equip va retirar el nom Redskins i va canviar el seu nom al Washington Football Team.Després d'un any es va renovar el nom a Washington Commanders.
En total, Washington ha jugat en 11 Campionats de l'NFL dels quals n'han guanyat cinc, inclosos tres de cinc de les Super Bowl que han jugat. També han guanyat 12 campionats de divisió i 5 campionats de conferència.

## Palmarès
- Campionats de lliga (5)
  - Campionats de Super Bowl (3): 1982 (XVII), 1987 (XXII), 1991 (XXVI).
  - Campionat de la NFL (abans de la fusió AFL-NFL): 1937, 1942.
- Campionats de conferència (5)
  - NFC: 1972, 1982, 1983, 1987, 1991.
- Campionats de divisió (14)
  - NFL Est: 1936, 1937, 1940, 1942, 1943, 1945.
  - NFC Est: 1972, 1983, 1984, 1987, 1991, 1999, 2012, 2015.

## Estadis
- Braves Field (1932)
- Fenway Park (1933–1936)
- Griffith Stadium (1937–1960)
- RFK Stadium (1961–1996)
- FedEx Field (1997–present)